# Везувій (пароплав)
«Везувий» («Везувій») — бот, перший колісний пароплав Чорноморського флоту, введений до штату 1826 (перший командир — лейтенант В.Шевченко). Довжина — 94 фути (28,7 м), ширина — 20 футів (6,1 м). Швидкість ходу — 6 вузлів (мор. миль за годину). Побудований під орудою майстра А.Мелехова з дуба та сосни. Закладений на Миколаївській корабельні 25(13) грудня 1819, спущений на воду 5 червня (24 травня) 1820. Мав два одноциліндрових двигуни потужністю 20 кінських сил. Назву дістав 1824. Використовувався для буксування і вантажоперевезень у Миколаївському порту, а також між Миколаєвом і Херсоном. Розібраний 1830. Його парові машини та мідний котел були перенесені на закладений 29 (17) липня того ж року однойменний пароплав, споруджуваний Миколаївським адміралтейством за тим самим кресленням під керівництвом військового інженера І.Осьмініна. Другий «В.» зійшов зі стапеля 1 грудня (19 листопада) 1830, після чого також став транспортним судном-буксиром (розібраний 1846).